# 瓦列里·扎盧日內
瓦列里·費多羅維奇·扎盧日內（羅馬化：Valerii Fedorovych Zaluzhnyi；1973年7月8日—），烏克蘭武裝部隊上將，現任駐英大使。曾任烏克蘭武裝部隊總司令、乌克兰国家安全与国防事务委员会委員。
先后担任乌克兰第51独立机械化旅旅长（2009年—2012年），西方作战指挥部参谋长、第一副司令（2017年），乌克兰武装部队联合作战司令部下属的参谋长-联合部队第一副司令（2018年），北方作战指挥部司令（2019年—2021年）。
他因指挥乌克兰武装部队成功反击俄罗斯的全面入侵，被《時代》雜誌評為2022年全球最具影響力的100人之一。

## 生平
1973年7月8日出生在烏克蘭中北部日托米爾州沃伦斯基新城（今兹维亚赫尔）的一个工人家庭。1989年毕业于市第九学校，进入沃伦斯基新城机械制造技术学校，并于1993年以优异成绩毕业。
后来他进入了敖德萨高等联合指挥学校的综合军事学院。1997年，他以优异的成绩从学院毕业，之后他通过了兵役的各个阶段：排长、训练排长、战斗排长、训练连长、学员连长、营长。
2005年，他进入乌克兰国防大学。2007年，他以金质奖章毕业（作战和战术级别），被任命为位于利沃夫州亚沃里夫的第24“钢铁”独立机械化旅的参谋长和第一副指挥官。他成功地担任了这个职位两年半。
根据乌克兰武装部队总参谋长的决定，他于2009年10月13日被任命为第51“沃伦”独立机械化旅旅长。他一直指挥该旅到2012年。
2014年，毕业于乌克兰国防大学（作战和战略训练级别）。作为该级别最好的毕业生，他被授予大不列颠女王之剑。
2014年7月中旬，他被任命为在東部反恐行動C区副指挥官。从那时起，他领导了几乎所有在那里创建的作战单位。
2017年，被任命为乌克兰西方作战指挥部参谋长、第一副司令，同年获得少将军衔。
2018年，被任命为乌克兰武装部队联合作战司令部下属的参谋长-联合部队第一副司令。
2019年12月9日，他被任命为乌克兰北方作战指挥部司令。
2020年12月，他从奥斯特罗赫学院获得国家关系硕士学位。
2021年7月27日，乌克兰总统泽连斯基任命瓦列里·扎卢日尼为乌克兰武装部队总司令，接替了鲁斯兰·霍姆恰克。第二天，他被任命为乌克兰国家安全与国防事务委员会委员。
2023年5月30日，俄罗斯内政部將瓦列里·扎盧日內列入通緝名單。
2024年2月8日，乌克兰总统泽连斯基签署法令，解除扎卢日内的乌军总司令一职。
2024年3月7日，乌总统泽连斯基确认扎卢日内將出任烏克蘭驻英国大使。5月9日，乌克兰总统泽连斯基签署法令，正式任命扎卢日內為烏克蘭驻英国大使。

## 軍銜
1. 少将，2017年8月23日[10]
2. 中将，2021年8月24日[15]
3. 上将，2022年3月4日[4]

## 荣誉

### 官方勋奖

#### 国内勋奖
- 乌克兰
  -  三级博格丹·赫梅尔尼茨基勋章（2016年12月12日颁发[16]）
  -  军事功绩十字勋章（英语：Cross of Military Merit (Ukraine)）（2022年5月6日颁发[17]）
  -  乌克兰英雄金星勋章（2024年2月9日颁发[18]）

#### 国外勋奖
- 立陶宛
  -  官佐级维提斯十字勋章（英语：Order of the Cross of Vytis）（2023年7月6日颁发）

#### 荣誉市民
- 亚沃里夫荣誉公民（2023年7月8日授予[19]）

## 外部連結
- Хто такий новий головнокомандувач ЗСУ Валерій Залужний （页面存档备份，存于） // Радіо Свобода, 27 July 2021
- «Кожен солдат для мене — особистість». Принципи нового головнокомандувача ЗСУ Валерія Залужного （页面存档备份，存于） // Новинарня, 27 July 2021

### 信息
- генерал-лейтенант ЗАЛУЖНИЙ Валерій Федорович （页面存档备份，存于） // zsu.gov.ua

### 訪問
- . zvyagel.com.ua. Звягель. 2010-11-05  [2018-03-01]. （原始内容存档于2018-03-01） （乌克兰语）.
- Олександр Штупун, «Хочемо відійти від написання бойових наказів зразка 1943 року. Від цих безглуздих доповідей біля карт» — командувач військ ОК «Північ» генерал-майор Валерій Залужний （页面存档备份，存于） // armyinform.com.ua, 15 February 2020